# Glauconycteris variegata
Glauconycteris variegata é uma espécie de morcego da família Vespertilionidae. Pode ser encontrada na África subsaariana.